# Thomas Cook (graveur)
Pour l’article homonyme, voir Thomas Cook.
Thomas Cook (ca. 1744-1818) est un graveur britannique actif à Londres.
Il est surtout connu pour avoir copié l'œuvre gravée complet de William Hogarth, publié en 1806 sous le titre Hogarth Restored.

## Biographie
Thomas Cook est l'élève du célèbre graveur français résidant à Londres, Simon François Ravenet,.

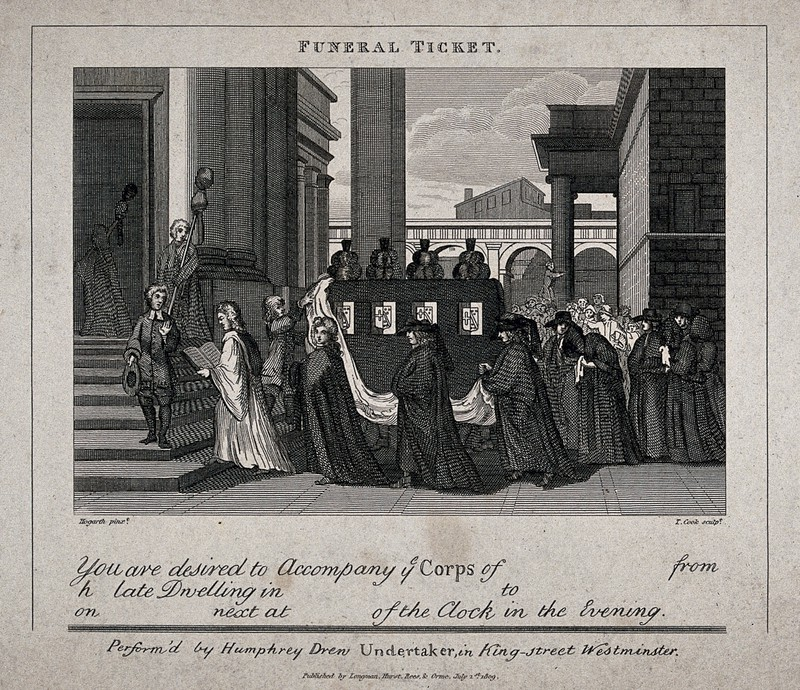
Burlesque Funeral Ticket, eau-forte de Thomas Cook d'après William Hogarth (1809).

Très travailleur et productif, Cook est employé par plusieurs éditeurs dont John Boydell pour réaliser des œuvres à grand tirage. Il est particulièrement connu pour avoir copié l'œuvre gravée complet de William Hogarth, à laquelle il a consacré les années 1795-1803, et qui a été publiée en 1806 sous le titre Hogarth Restored,,. C'est une collection précieuse car de nombreuses gravures de Hogarth étaient d'une grande rareté et n'avaient jamais été rendues publiques.
Cook travaille aussi à la gravure de portraits, à l’histoire, à l’architecture, à des planches de magazines, etc..
Thomas Cook meurt à Londres en 1818, à l'âge de 74 ans.

## Œuvre
En plus des gravures de reproduction de William Hogarth, ses œuvres les plus connues sont:
- Jupiter and Semele et Jupiter and Europa, d'après Benjamin West
- The English Setter, d'après l'œuvre de John Milton : gravé avec S. Smith en 1770 en tant que pendent de The Spanish Pointer de William Woollett
- The Wandering Musicians, copie d'après Les musiciens ambulants de Jean-Georges Wille, elle-même d'après Christian Wilhelm Ernst Dietrich
- St. Cecilia, d'après Richard Westall
- plusieurs vues d'après Paul Sandby pour le Copperplate Magazine.

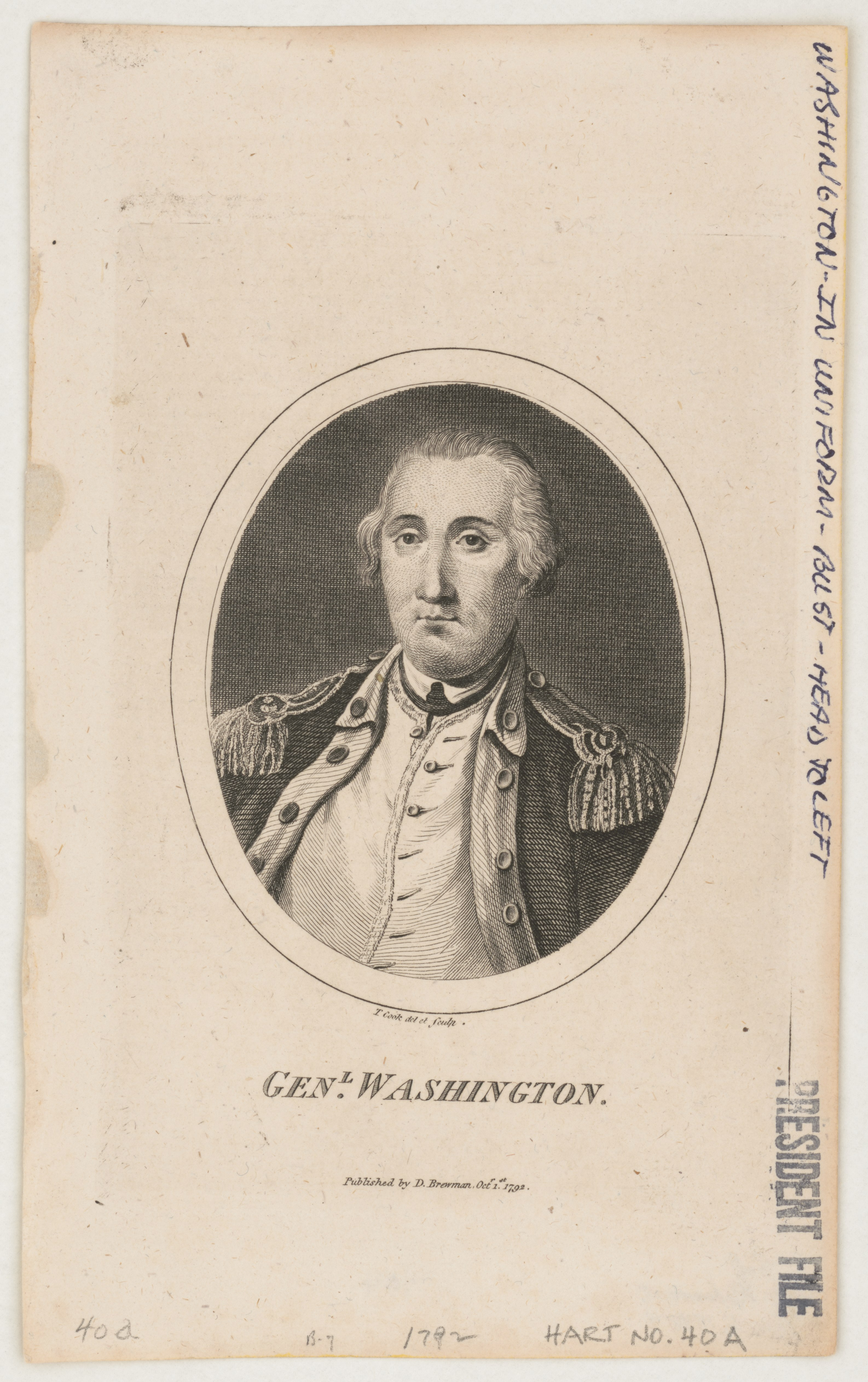
Genl Washington, portrait de George Washington.

Il a gravé de nombreux portraits, notamment pour le Gentleman's Magazine, ainsi que des frontispices. Parmi ces portraits:
- Thomas Howard (14e comte d'Arundel)
- George Washington
- Samuel Johnson
- Oliver Goldsmith
- Charles Churchill
- William Harvey
- David Hume
- Joseph Spence

Cook a exécuté une série réduite de ses gravures sur Hogarth pour l'édition des œuvres de Hogarth par Nichol et Stevens, Genuine Works of William Hogarth (1808-17),.